# Astronomia observacional
A astronomia observacional é uma divisão da astronomia que se preocupa com o registro de dados sobre o universo observável, em contraste com a astronomia teórica, que se preocupa principalmente com o cálculo das implicações mensuráveis dos modelos físicos. É a prática e o estudo da observação de objetos celestes com o uso de telescópios, interferômetros a laser de ondas gravitais e outros instrumentos astronômicos.
Como uma ciência, o estudo da astronomia é um tanto dificultado por não serem possíveis experimentos diretos com as propriedades do universo distante. No entanto, isso é parcialmente compensado pelo fato de que os astrônomos têm um grande número de exemplos visíveis de fenômenos estelares que podem ser examinados. Isso permite que os dados observacionais sejam traçados em gráficos e as tendências gerais registradas. Exemplos próximos de fenômenos específicos, como estrelas variáveis, podem então ser usados para inferir o comportamento de representantes mais distantes. Esses parâmetros distantes podem então ser empregados para medir outros fenômenos naquela vizinhança, incluindo a distância até uma galáxia.
Desde aquela época, quando Galileo Galilei virou um telescópio para o céu e registrou o que viu, a astronomia observacional tem feito avanços constantes a cada melhoria na tecnologia dos telescópios.

## Subdivisões
Uma divisão tradicional da astronomia observacional é baseada na região do espectro eletromagnético observado:
- Astronomia ótica
- Astronomia infravermelha
- Radioastronomia
- Astronomia de alta energia[6]

### Métodos
Além de usar radiação eletromagnética, os astrofísicos modernos também podem fazer observações usando neutrinos, raios cósmicos ou ondas gravitacionais.

### Fatores importantes
Durante grande parte da história da astronomia observacional, quase todas as observações foram realizadas no espectro visual com telescópios ópticos. Embora a atmosfera da Terra seja relativamente transparente nesta parte do espectro eletromagnético, a maior parte do trabalho do telescópio ainda depende das condições de visualização e da transparência do ar, e geralmente é restrito à noite. As condições de visão dependem da turbulência e das variações térmicas do ar. Os efeitos atmosféricos na visão astronômica ("Seeing") podem prejudicar seriamente a resolução de um telescópio.

### Resultados de medição
Os astrônomos têm várias ferramentas de observação que podem usar para fazer medições do céu. Para objetos que estão relativamente próximos do Sol e da Terra, medições de posição diretas e muito precisas podem ser feitas contra um fundo mais distante (e, portanto, quase estacionário).

## Desenvolvimentos e diversidade
Além de examinar o universo no espectro óptico, os astrônomos têm sido cada vez mais capazes de adquirir informações em outras partes do espectro eletromagnético. As primeiras medições não ópticas foram feitas das propriedades térmicas do sol. Instrumentos empregados durante um eclipse solar podem ser usados para medir a radiação da coroa.

### Radioastronomia
Com a descoberta das ondas de rádio, a radioastronomia começou a surgir como uma nova disciplina na astronomia. O desenvolvimento do receptor corneta de micro-ondas levou à descoberta da radiação de fundo de micro-ondas associada ao Big Bang.